# WTA Finals 2023 - Doppio
Veronika Kudermetova e Elise Mertens erano le campionesse in carica, ma Kudermetova non si é qualificata per questa edizione del torneo. Mertens ha fatto coppia con Storm Hunter, ma sono state sconfitte in semifinale da Nicole Melichar-Martinez e Ellen Perez.
In finale Laura Siegemund e Vera Zvonarëva hanno sconfitto Melichar-Martinez e Perez con il punteggio di 6-4, 6-4.
Hunter si conquista il primato della classifica WTA di doppio al termine del torneo, in seguito all'eliminazione di Coco Gauff e Jessica Pegula nel round robin. Shūko Aoyama, Gabriela Dabrowski, Siegemund e Kateřina Siniaková erano anche loro in corsa all'inizio del torneo.
Hunter, Perez, Erin Routliffe e Siegemund hanno fatto il loro debutto a questo evento.

## Giocatrici
1. Coco Gauff /  Jessica Pegula (round robin)
2. Storm Hunter /  Elise Mertens (semifinale)
3. Barbora Krejčíková /  Kateřina Siniaková (round robin)
4. Shūko Aoyama /  Ena Shibahara (round robin)

1. Desirae Krawczyk /  Demi Schuurs (round robin)
2. Laura Siegemund /  Vera Zvonarëva (Campionesse)
3. Gabriela Dabrowski /  Erin Routliffe (semifinale)
4. Nicole Melichar-Martinez /  Ellen Perez (finale)

### Riserve
1. Miriam Kolodziejová /  Markéta Vondroušová (non hanno giocato)

## Tabellone

### Legenda
| - Q = Qualificato - WC = Wild card - LL = Lucky loser | - ALT = Alternate - SE = Special Exempt - PR = Protected Ranking | - w/o = Walkover - r = Ritirato - d = Squalificato |

### Fase finale
|  | Semifinali | Semifinali                           | Semifinali | Semifinali | Semifinali |  |  | Finale | Finale                               | Finale                               | Finale | Finale |  |
|  |            |                                      |            |            |            |  |  |        |                                      |                                      |        |        |  |
|  | 7          | Gabriela Dabrowski Erin Routliffe    | 1          | 7          | [6]        |  |  |        |                                      |                                      |        |        |  |
|  | 8          | Nicole Melichar-Martinez Ellen Perez | 6          | 61         | [10]       |  |  | 8      | Nicole Melichar-Martinez Ellen Perez | Nicole Melichar-Martinez Ellen Perez | 4      | 4      |  |
|  | 6          | Laura Siegemund Vera Zvonarëva       | 3          | 6          | [10]       |  |  | 6      | Laura Siegemund Vera Zvonarëva       | Laura Siegemund Vera Zvonarëva       | 6      | 6      |  |
|  | 2          | Storm Hunter Elise Mertens           | 6          | 3          | [5]        |  |  |        |                                      |                                      |        |        |  |

### Gruppo Mahahual
|   |                                       | Gauff Pegula     | Krejčíková Siniaková | Siegemund Zvonarëva | Dabrowski Routliffe | RR V-P | Set V-P    | Game V-P    | Classifica |
| 1 | Coco Gauff Jessica Pegula             |                  | 6-3, 5-7, [6-10]     | 6-3, 4-6, [8-10]    | 6(2)-7, 3-6         | 0-3    | 2-6 (25%)  | 30-34 (47%) | 4          |
| 4 | Barbora Krejčíková Kateřina Siniaková | 3-6, 7-5, [10-6] |                      | 3-6, 7-6(6), [5-10] | 4-6, 5-7            | 1-2    | 3-5 (37%)  | 30-37 (45%) | 3          |
| 6 | Laura Siegemund Vera Zvonarëva        | 3-6, 6-4, [10-8] | 6-3, 6(6)-7, [10-5]  |                     | 4-6, 2-6            | 2-1    | 4-4 (50%)  | 29-32 (47%) | 2          |
| 7 | Gabriela Dabrowski Erin Routliffe     | 7-6(2), 6-3      | 6-4, 7-5             | 6-4, 6-2            |                     | 3-0    | 6-0 (100%) | 38-24 (61%) | 1          |

La classifica viene stilata in base ai seguenti criteri: 1) Numero di vittorie; 2) Numero di partite giocate; 3) Scontri diretti (in caso di due giocatori pari merito); 4) Percentuale di set vinti o di game vinti (in caso di tre giocatori pari merito); 5) Decisione della commissione

### Gruppo Maya Ka'an
|   |                                      | Hunter Mertens | Aoyama Shibahara | Krawczyk Schuurs | Melichar-Martinez Perez | RR V-P | Set V-P    | Game V-P    | Classifica |
| 2 | Storm Hunter Elise Mertens           |                | 6-4, 6-2         | 6-2, 6-3         | 7-5, 6-4                | 3-0    | 6-0 (100%) | 37-20 (65%) | 1          |
| 3 | Shūko Aoyama Ena Shibahara           | 4-6, 2-6       |                  | 7-5, 6-2         | 6-4, 2-6, [6-10]        | 1-2    | 3-4 (43%)  | 27-30 (47%) | 2          |
| 5 | Desirae Krawczyk Demi Schuurs        | 2-6, 3-6       | 5-7, 2-6         |                  | 2-6, 5-7                | 0-3    | 0-6 (0%)   | 19-38 (33%) | 4          |
| 8 | Nicole Melichar-Martinez Ellen Perez | 5-7, 4-6       | 4-6, 6-2, [10-6] | 6-2, 7-5         |                         | 2-1    | 4-3 (57%)  | 33-30 (52%) | 2          |

La classifica viene stilata in base ai seguenti criteri: 1) Numero di vittorie; 2) Numero di partite giocate; 3) Scontri diretti (in caso di due giocatori pari merito); 4) Percentuale di set vinti o di game vinti (in caso di tre giocatori pari merito); 5) Decisione della commissione